# Arcos (Minas Gerais)
Arcos é um município brasileiro do interior do estado de Minas Gerais, Região Sudeste do país. Localiza-se a uma latitude 20º17'29" sul e a uma longitude 45º32'23" oeste, estando a uma altitude de 740 metros. Sua população recenseada em 2022 era de 41 416 habitantes.

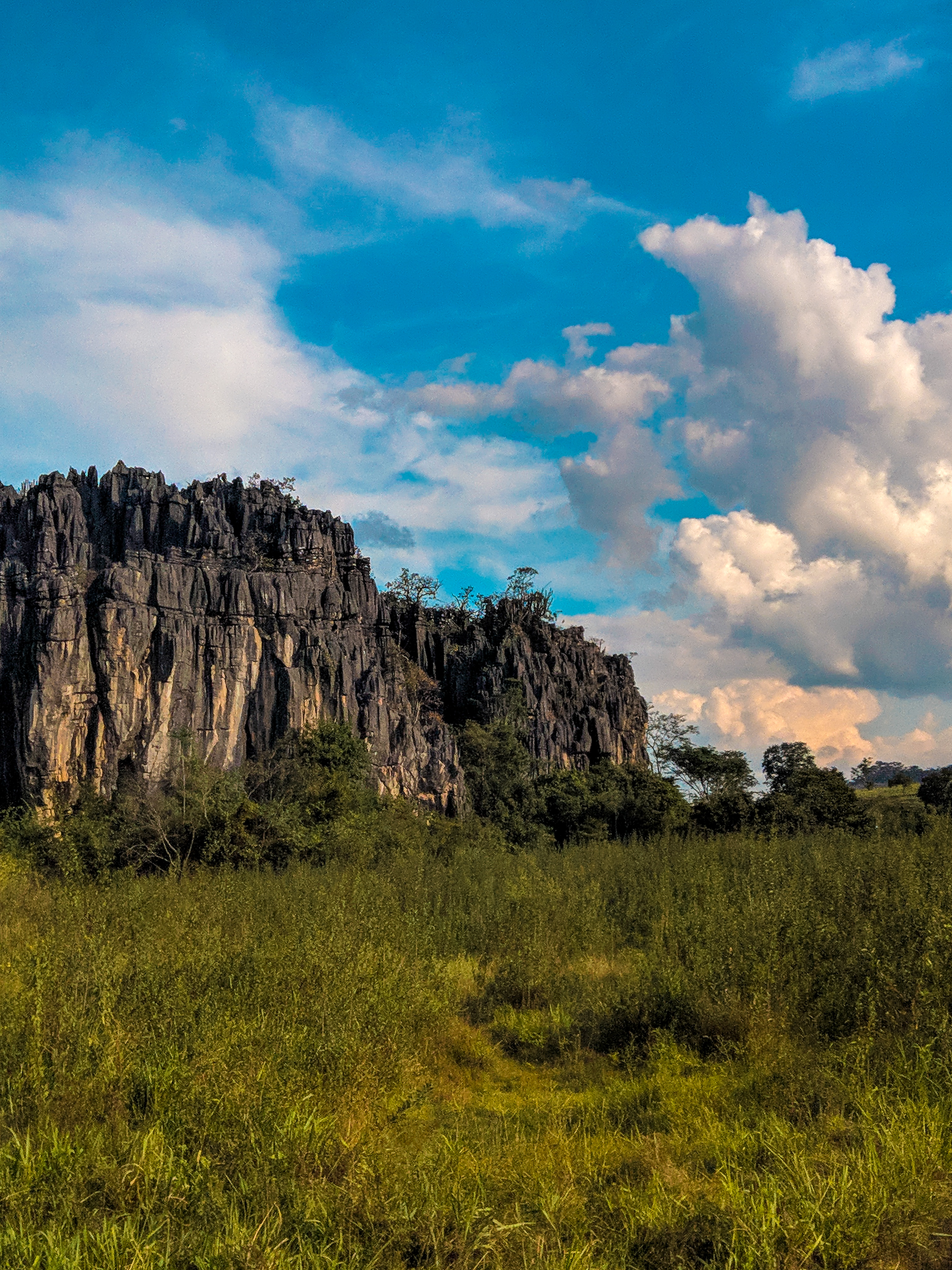
Pedreira de calcário localizada no município.

## História
Arcos, que por volta de 1823 se chamava São Julião (em 1833 passou a denominar-se Arcos) e possuía 1.175 habitantes. Em 1839, o distrito de Formiga é elevado a categoria de Vila e à de Cidade em 1858. Arcos passou, assim, a pertencer à Vila de Formiga, juntamente com os distritos São João do Glória, Abadia do Porto além dos de Estiva, Aterrado e Bambuí.
A origem do nome do município possui várias versões. A mais corrente diz que, havia uma trilha que percorria o riacho à margem do qual se encontrava a cidade, cujo caminho era utilizado pelos bandeirantes rumo a Goiás. Certos tropeiros, vindos de longa viagem, resolveram pernoitar no local. Alguns arcos foram deixados de lado ao desprenderem uma barrica.
No dia seguinte, ao seguir viagem, a comitiva encontrou-se com outra que se dirigia ao interior de Minas Gerais. Interpelado pelo chefe da expedição que seguia para o interior sobre o local da pernoite anterior, o responsável pela tropa respondeu: à margem de um córrego onde deixamos alguns arcos.
Tal pergunta se repetiria algumas vezes e, pouco depois o Córrego era conhecido como Córrego dos Arcos, ou simplesmente Arcos. Aos poucos, as primeiras residências arcoenses foram sendo construídas onde hoje é o bairro Niterói para abrigo das comitivas e, alguns anos depois, o lugar transformou-se em povoado.

## Geografia
O município de Arcos possui 510,048 km² de área, dos quais 5,023 km² são zona urbana, está localizado na Zona do Alto São Francisco (região centro-oeste de Minas Gerais), a 170 km da nascente do Rio São Francisco, Arcos foi emancipada em 17 de dezembro de 1938. Naquela época, a cidade ficou conhecida pelos Arcos de Barris deixados pelos Bandeirantes à beira do córrego que mais tarde foi chamado de Córrego dos Arcos e que originou o atual nome da cidade. Agora ela é reconhecida com o título de Capital do Calcário, e isso se dá pela quantidade e qualidade dos minerais encontrados na região. 
Às margens da BR-354, está no eixo de ligação rodoviária das principais rodovias federais do país, como BR-262, BR-040, BR-381e MG-050. O município também se situa às margens da Linha Tronco da antiga Rede Mineira de Viação, utilizada no escoamento de calcário das pedreiras locais, ligando a cidade ao estado do Rio de Janeiro e a cidade de Araguari, onde se situa o Corredor de Exportação Araguari-Santos. De acordo com dados da Prefeitura,PIB da cidade de Arcos em 2000 cresceu mais do que o Produto Interno Bruto do Estado de Minas Gerais. O crescimento de Arcos foi de 44% e o crescimento do Estado foi de 16%.

### Calciolândia
No bairro de Calciolândia ficava uma unidade industrial da Nestlé, que encerrou as atividades em 1998.

## Economia
Com as reservas de calcário situadas próximas à cidade, encontram-se instaladas em Arcos várias empresas de grande porte exploradoras e mineradoras de calcário. Elas são responsáveis pela grande mão de obra gerada na cidade. O calcário retirado da cidade é utilizado para a fabricação de cimento, utilizado no processo de fabricação do aço, bem como para ser utilizado na agricultura, na forma de corretivos de solo, que contribui para aumento de alimentos, sementes, etc.

### Comércio e serviços
A cidade possui vários pontos comerciais, onde se destacam as lojas de vestuários, confecção de roupas, lojas de utensílios domésticos, prestação de serviços, supermercados, farmácias, bancos, restaurantes, conserto de automóveis, oficinas, etc.

### Turismo
Arcos faz parte do circuito turístico Grutas e Mar de Minas e no município está localizada a Estação Ecológica Estadual Corumbá, uma unidade de conservação mantida pelo Instituto Estadual de Florestas de Minas Gerais.

## Educação
A cidade destaca-se na educação regional por abrigar vários centros educacionais importantes.
Ao nível da educação superior:
- Pontifícia Universidade Católica de Minas Gerais (PUCMG), atualmente oferece o curso de Bacharel em Direito no campus da cidade.
- Instituto Federal de Minas Gerais (IFMG), atualmente oferece o curso de Bacharel em Engenharia Mecânica[11] (nota 5, nota máxima na avaliação do Ministério de Educação) e Pós-graduação em Docência no campus da cidade.

Na educação básica a cidade tem diversas escolas municipais e estaduais. Destacam-se:
- Instituto Federal de Minas Gerais (IFMG) com o curso de Técnico em Mecânica integrado ao Ensino Médio.
- CESEC, mantido pela Secretaria de Ensino Estadual com o Ensino médio e cursos profissionalizantes;
- SENAI - Serviço Nacional de Aprendizagem Industrial.
- Escola de Formação Gerencial - Metodologia Sebrae, com foco em educação empreendedora. Curso técnico em Administração concomitante ao Ensino Médio.